# Quamel Prince
Quamel Prince (* 20. April 1994) ist ein guyanischer Mittelstreckenläufer, der sich auf den 800-Meter-Lauf spezialisiert hat. 

## Sportliche Laufbahn
Erste Erfahrungen bei internationalen Meisterschaften sammelte Quamel Prince im Jahr 2019, als er bei den Weltmeisterschaften in Doha mit 1:48,41 min in der ersten Runde über 800 Meter ausschied. 2021 belegte er dann bei den Südamerikameisterschaften in Guayaquil in 1:49,48 min den fünften Platz und im Jahr darauf schied er bei den Hallenweltmeisterschaften in Belgrad mit 1:55,85 min in der Vorrunde aus. Zudem kam er bei den Commonwealth Games in Birmingham mit 1:50,82 min ebenfalls nicht über den Vorlauf hinaus. 2023 verpasste er dann bei den Zentralamerika- und Karibikspielen (CAC) in San Salvador mit 1:49,34 min den Finaleinzug.

## Persönliche Bestzeiten
- 800 Meter: 1:45,54 min, 14. Juli 2023 in Langley (guyanischer Rekord)
  - 600 Meter (Halle): 1:15,99 min, 25. Februar 2022 in New York City (nationale Bestleistung)
  - 800 Meter (Halle): 1:46,35 min, 5. März 2022 in Chicago (guyanischer Rekord)
  - 1000 Meter (Halle): 2:19,01 min, 12. Februar 2022 in Boston (guyanischer Rekord)